# Airaphilus subferrugineus
Airaphilus subferrugineus es una especie de coleóptero de la familia Silvanidae.

## Distribución geográfica
Habita en los Pirineos (Francia).